# Histioteuthis reversa
Histioteuthis reversa е вид кармар от семейство род на калмари от семейство Histioteuthidae. Достига размери от около 19 cm. Видът се среща в Атлантически и Тихи океан, включително и в Средиземно море. Наблюдаван е по крайбрежието на Канада, Япония, Мадейра, Намибия, Нова Зеландия, Испания, Суринам и САЩ.